# Liste der Baudenkmäler in Waldbröl
Die Liste der Baudenkmäler in Waldbröl enthält die denkmalgeschützten Bauwerke auf dem Gebiet der Stadt Waldbröl im Oberbergischen Kreis in Nordrhein-Westfalen (Stand: Dezember 2018). Diese Baudenkmäler sind in der Denkmalliste der Stadt Waldbröl eingetragen; Grundlage für die Aufnahme ist das Denkmalschutzgesetz Nordrhein-Westfalen (DSchG NRW).

| Bild                                                                              | Bezeichnung                                                                       | Lage | Beschreibung           | Bauzeit | Eingetragen seit | Denkmal- nummer |
| --------------------------------------------------------------------------------- | --------------------------------------------------------------------------------- | --- | ---------------------- | ------- | ---------------- | --------------- |
| Wohn-Stallhaus                                                                    | Wohn-Stallhaus                                                                    | Waldbröl Puhl 15                                                                                          |                        |         | 23.09.1981       | 1               |
| ehem. Wohnhaus des ehem. Landrats des Kreises Waldbröl; Bürgerhaus, Stadtbücherei | ehem. Wohnhaus des ehem. Landrats des Kreises Waldbröl; Bürgerhaus, Stadtbücherei | Waldbröl Kaiserstraße 82                                                                                  |                        |         | 23.09.1981       | 2               |
| Fachwerkhaus                                                                      | Fachwerkhaus                                                                      | Hermesdorf Wilkenroth Weizenfeld 1                                                                        | (Unterteil blickdicht) |         | 27.04.1983       | 3               |
| weitere Bilder                                                                    | Evangelische Kirche                                                               | Waldbröl Alte Rathausstraße Karte                                                                         |                        |         | 07.07.1983       | 4               |
| Fachwerkhaus                                                                      | Fachwerkhaus                                                                      | Hermesdorf Dickhausen Auf den Eichen 4                                                                    |                        |         | 02.08.1983       | 5               |
| Fachwerkgiebel                                                                    | Fachwerkgiebel                                                                    | Hermesdorf Eichener Straße 21                                                                             |                        |         | 24.01.1984       | 6               |
|                                                                                   | Wohnhaus mit angebautem Wirtschaftsgebäude                                        | Hermesdorf Diezenkausen Ritter-Tilmann-Straße 2                                                           |                        |         | 07.01.1985       | 7               |
| weitere Bilder                                                                    | Rathaus                                                                           | Waldbröl Nümbrechter Straße 19                                                                            |                        | 1905    | 31.01.1985       | 8               |
| Städtische Grundschule                                                            | Städtische Grundschule                                                            | Waldbröl Wiedenhof 5 + 5 a                                                                                |                        | 1910    | 31.01.1985       | 9               |
| Evang. Pfarrhaus                                                                  | Evang. Pfarrhaus                                                                  | Waldbröl Oststraße 7                                                                                      |                        |         | 31.01.1985       | 10              |
|                                                                                   | Grabsteine                                                                        | Waldbröl Alte Rathausstraße                                                                               |                        |         | 05.02.1985       | 11              |
| Denkmal Friedr.-Wilhelm III                                                       | Denkmal Friedr.-Wilhelm III                                                       | Waldbröl Hochstraße                                                                                       |                        |         | 31.01.1985       | 12              |
|                                                                                   | Evang. Pfarrhaus                                                                  | Waldbröl Wiedenhof 14                                                                                     |                        |         | 05.02.1985       | 13              |
| Kath. Pfarrhaus                                                                   | Kath. Pfarrhaus                                                                   | Waldbröl Inselstraße 2                                                                                    |                        |         | 31.01.1985       | 14              |
|                                                                                   | Wohnhaus                                                                          | Hermesdorf Bröl Quellenweg 6                                                                              |                        |         | 31.01.1985       | 15              |
| Fachwerkhaus                                                                      | Fachwerkhaus                                                                      | Waldbröl Hahn In der Kehre 26                                                                             |                        |         | 31.01.1985       | 16              |
| Fachwerkhaus                                                                      | Fachwerkhaus                                                                      | Schnörringen Herfen Hölperfeld 2                                                                          |                        |         | 31.01.1985       | 17              |
| Wohnhaus                                                                          | Wohnhaus                                                                          | Schnörringen Spurkenbach Spurkenbacher Straße 12                                                          |                        |         | 31.01.1985       | 18              |
|                                                                                   | Wohnhaus mit Fachwerkscheune                                                      | Hermesdorf Dickhausen Alte Hofstraße 5                                                                    |                        |         | 31.01.1985       | 19              |
|                                                                                   | Backes                                                                            | Hermesdorf Diezenkausen Diezenkausener Straße 9                                                           |                        |         | 31.01.1985       | 20              |
|                                                                                   | Wirtschaftsgebäude                                                                | Hermesdorf Diezenkausen Erlenweg 3 a                                                                      |                        |         | 31.01.1985       | 21              |
|                                                                                   | Wohnhaus                                                                          | Hermesdorf Diezenkausen Diezenkausener Straße 4                                                           |                        |         | 31.01.1985       | 22              |
|                                                                                   | Wohnhaus                                                                          | Hermesdorf Ritter-Tilmann-Straße 12 + 14                                                                  |                        |         | 31.01.1985       | 23              |
| Fachwerkhaus                                                                      | Fachwerkhaus                                                                      | Waldbröl Hoff Heppenberg 2                                                                                |                        |         | 31.01.1985       | 24              |
| Wohnhaus                                                                          | Wohnhaus                                                                          | Schnörringen Spurkenbach Steinfeldweg 5                                                                   |                        |         | 31.01.1985       | 25              |
|                                                                                   | Wohnhaus mit Wirtschaftsgebäude                                                   | Hermesdorf Dickhausen Alte Hofstraße 2 + 4                                                                |                        |         | 31.01.1985       | 26              |
|                                                                                   | Wohnhaus und Fachwerkscheune                                                      | Hermesdorf Dickhausen Landweg 1                                                                           |                        |         | 31.01.1985       | 27              |
|                                                                                   | Wohnhaus                                                                          | Hermesdorf Diezenkausen Diezenkausener Straße 6                                                           |                        |         | 31.01.1985       | 28              |
|                                                                                   | Wohnhaus und Wirtschaftsgebäude                                                   | Hermesdorf Diezenkausen Sperberweg 2 + 4                                                                  |                        |         | 31.01.1985       | 29              |
|                                                                                   | Wohnhaus                                                                          | Hermesdorf Drinhausen 5 + 5 a                                                                             |                        |         | 31.01.1985       | 30              |
| Fachwerkwohnhaus mit 2 Fachwerkscheunen                                           | Fachwerkwohnhaus mit 2 Fachwerkscheunen                                           | Hermesdorf Großenseifen 1                                                                                 |                        |         | 31.01.1985       | 31              |
|                                                                                   | Gefallenen-Ehrenmal                                                               | Hermesdorf Friedhof Hermesdorf                                                                            |                        |         | 05.02.1985       | 32              |
| Wohnhaus                                                                          | Wohnhaus                                                                          | Waldbröl Ruh Ruher Weg 14                                                                                 |                        |         | 31.01.1985       | 33              |
|                                                                                   | Wohnhaus                                                                          | Waldbröl Bladersbach Bladersbacher Straße 102                                                             |                        |         | 31.01.1985       | 34              |
| Fachwerkhaus                                                                      | Fachwerkhaus                                                                      | Waldbröl Isengarten 3                                                                                     |                        |         | 14.03.1985       | 35              |
| Fachwerkhaus                                                                      | Fachwerkhaus                                                                      | Hermesdorf Dickhausen Auf den Eichen 5                                                                    |                        |         | 14.03.1985       | 36              |
| Fachwerkhaus                                                                      | Fachwerkhaus                                                                      | Hermesdorf Wilkenroth Nüchels-Weiher 3                                                                    |                        |         | 14.03.1985       | 37              |
| Fachwerkhaus                                                                      | Fachwerkhaus                                                                      | Waldbröl Pulvermühle 3                                                                                    |                        |         | 14.03.1985       | 38              |
| Fachwerkhaus                                                                      | Fachwerkhaus                                                                      | Waldbröl Bitzenweg 1                                                                                      |                        |         | 14.03.1985       | 39              |
| verschiefertes Wohnhaus                                                           | verschiefertes Wohnhaus                                                           | Waldbröl Kaiserstraße 59                                                                                  |                        |         | 19.03.1985       | 40              |
| Fachwerkhaus                                                                      | Fachwerkhaus                                                                      | Hermesdorf Diezenkausen Diezenkausener Straße 11                                                          |                        |         | 19.03.1985       | 41              |
| Fachwerkhaus                                                                      | Fachwerkhaus                                                                      | Waldbröl Puhl 13                                                                                          |                        |         | 18.10.1985       | 42              |
| Fachwerkhaus                                                                      | Fachwerkhaus                                                                      | Hermesdorf Drinhausen 9                                                                                   |                        |         | 18.12.1985       | 43              |
| Wohnhaus und Druckerei                                                            | Wohnhaus und Druckerei                                                            | Waldbröl Kaiserstraße 18                                                                                  |                        |         | 24.04.1986       | 44              |
|                                                                                   | landwirtschaftliches Anwesen                                                      | Hermesdorf Wilkenroth Stiegelswiese 6                                                                     |                        |         | 22.04.1986       | 45              |
| Wohnhaus                                                                          | Wohnhaus                                                                          | Hermesdorf Diezenkausen Turnerstraße 89 + 89 a                                                            |                        |         | 22.04.1986       | 46              |
|                                                                                   | landwirtschaftliches Anwesen                                                      | Waldbröl Romberg Romberger Straße 16                                                                      |                        |         | 22.04.1986       | 47              |
| Wohnhaus                                                                          | Wohnhaus                                                                          | Hermesdorf Geiningen 31                                                                                   |                        |         | 22.04.1986       | 48              |
| Wirtschaftsgebäude                                                                | Wirtschaftsgebäude                                                                | Waldbröl Hoff Ruher Weg 35                                                                                |                        |         | 22.04.1986       | 49              |
| „Gasthof Franken“                                                                 | „Gasthof Franken“                                                                 | Schnörringen Hochwald 10                                                                                  |                        |         | 22.04.1986       | 50              |
|                                                                                   | ehemalige Landwirtschaftliche Winterschule                                        | Waldbröl Gerdesstrasse 8                                                                                  |                        |         | 26.08.1987       | 51              |
| Wohnhaus                                                                          | Wohnhaus                                                                          | Waldbröl Bladersbach Ährenweg 8                                                                           |                        |         | 30.12.1987       | 52              |
|                                                                                   | Wegekreuz                                                                         | Waldbröl Homburger Straße/Kreuzstraße                                                                     |                        |         | 05.04.1988       | 53              |
|                                                                                   | Kyffhäuser-Ehrenmal                                                               | Waldbröl Denkmalstraße                                                                                    |                        |         | 13.04.1988       | 54              |
| Bahnhof Waldbröl Empfangsgebäude                                                  | Bahnhof Waldbröl Empfangsgebäude                                                  | Waldbröl Bahnhofstraße 30                                                                                 |                        |         | 23.02.1989       | 55              |
|                                                                                   | Wohn- und Geschäftshaus                                                           | Waldbröl Hochstraße 24                                                                                    |                        |         | 21.07.1989       | 56              |
|                                                                                   | Wohnhaus Villa                                                                    | Waldbröl Benroth                                                                                          |                        |         | 28.07.1989       | 57              |
| Schieferhaus                                                                      | Schieferhaus                                                                      | Waldbröl Kaiserstraße 87 + 89                                                                             |                        |         | 25.10.1989       | 58              |
|                                                                                   | ehem. KdF-Hotel                                                                   | Waldbröl Schaumburgweg 3                                                                                  |                        |         | 12.01.1990       | 59              |
| weitere Bilder                                                                    | Kath. Pfarrkirche St. Michael                                                     | Waldbröl Kaiserstraße 23/Inselstraße Karte                                                                |                        |         | 24.04.1992       | 60              |
| Schieferhaus                                                                      | Schieferhaus                                                                      | Waldbröl Hahnenstraße 8                                                                                   |                        |         | 20.02.1996       | 61              |
|                                                                                   | Fachwerkhaus                                                                      | Waldbröl Wiedenhof 4 a                                                                                    |                        |         | 20.02.1996       | 62              |
| Wohnhaus                                                                          | Wohnhaus                                                                          | Waldbröl Diezenkausen Diezenkausener Straße 15 + 17                                                       |                        |         | 19.12.1996       | 63              |
|                                                                                   | Wiehltalbahn in Waldbröl                                                          | Waldbröl und Hermesdorf Bahntrasse vom Bahnhof Waldbröl bis zu den Gemeindegrenzen Reichshof und Morsbach |                        |         | 27.03.2003       | 64              |
|                                                                                   | Kriegerehrenmal der Dörfer Dickhausen, Drinhausen, Rölefeld und Grünenbach        | Waldbröl nahe bei Rölefeld                                                                                |                        |         | 14.02.2012       | 65              |